# Gotisk (skrift)
 For alternative betydninger, se Gotisk. (Se også artikler, som begynder med Gotisk)
Gotisk eller tekstur (textur, blackletter, gothic type, german hand) blev bogtrykkerkunstens første trykskrift.
Den gotiske skriveskrift var en videreudvikling af den karolingiske minuskelskrift. Den blev særlig anvendt i 13-1400-tallets håndskrevne, kirkelige skrifter.
De trykte gotiske skrifter deles normalt i tekstur- (stærkt inspireret af den samtidige gotiske skriveskrift; især brugt i perioden ca. 1455 til midten af 1500-tallet), Schwabacher- (fra 1470'erne) og frakturskrifter (fra 1518/19).
Gotisk håndskrift, oprindeligt benævnt gotisk kurrent, adskiller sig væsentligt fra den trykte gotiske skrift. Indtil 1875 blev danske skoleelever undervist i gotisk skrift.
Gotisk håndskrift er anvendt i mange bøger og protokoller helt frem til starten af 1900-tallet, f.eks. i kirkebøger, retsprotokoller og folketællinger.

## Navngivning
Navnet gotisk skrift er et offer for goternes dårlige rygte i eftertiden. I Italien syntes man, at denne skrift, udviklet i Nordfrankrig og Nederlandene i det 12. århundrede, så barbarisk ud, så man begyndte i det 15. århundrede at omtale den som gotisk skrift.